# 福山ゴルフ倶楽部
福山ゴルフ倶楽部（ふくやまゴルフくらぶ）は、 広島県福山市にあるゴルフ場である。

## 概要
昭和20年代後期、広島県福山市西部を流れる芦田川の河川敷の中津原に、新たなゴルフ場建設の動きが起こった。発起人は坂本政一、浦上豊、松本卓臣の3名である。福山市街は、一級河川芦田川の堆積作用によって出来上がり、下流部が福山平野となり発展していった。
ゴルフ場の建設用地である河川敷の中津原は、乳牛の放牧地として牧野組合が使用しており、使用の同意の取り付け交渉に難航したが、時間がかかったが共同使用で合意することが出来た。コース設計は、戸田藤一郎と福井康雄の共同設計で進められた。戸田藤一郎は、1914年(大正3年)生、プロゴルファーで日本オープン2勝（1939年 第12回、1963年 第28回）を始め公式戦17勝した実績がある。2012年（平成24年）、日本プロゴルフ殿堂入りした。福井康夫は、日本人プロゴルファー第1号の福井覚治の長男で、「レッスンの神様」と言われ、倉本昌弘プロなどのトップゴルファーを育てた。
1953年（昭和28年）11月3日、「福山ゴルフ倶楽部」の造成工事が完了し、総面積約7万坪、9ホール距離3,200ヤード、パー36規模のゴルフ場が開場された。福山ゴルフ倶楽部は、広島県下で「広島ゴルフ倶楽部・鈴が峰コース」（1952年（昭和27年）開場、設計・佐藤儀一）に次いで第2番目の開場だった。
コースの管理運営にはいろいろな苦労があった、コースは放牧との共有である、色々なローカルルールが定められた。グリーンの周囲には針金がめぐらされ、ラフの草は刈り取ることが出来ず、ラフは草が伸び放題だった。牛の糞にボールが飛び込んだり、牛にボールが当たったり、牛に追っかけられたりと、放牧場との共同利用のエピソードが残されている。

## 所在地
〒720-0004 広島県福山市御幸町大字中津原1225-1

## コース情報
- 開場日 - 1953年11月3日
- 設計者 - 戸田 藤一郎、福井 康雄
- 面積 - 1,270,000m2（約38.4万坪）
- コースタイプ - 河川敷コース
- コース - 9ホールズ、パー36、3,170ヤード、コースレート71.3
- フェアウェー - コウライ
- ラフ - ノシバ
- グリーン - 2グリーン、コーライ
- ハザード - バンカー、池が絡むホール
- ラウンドスタイル -
- 練習場 - 無し
- 休場日 - 毎週月曜日、12月31日、1月1・2日[3][4]

| OUT     | 1   | 2   | 3   | 4   | 5   | 6   | 7   | 8   | 9   | TOTAL | IN      | 10  | 11  | 12  | 13  | 14  | 15  | 16  | 17  | 18  | TOTAL |
| ------- | --- | --- | --- | --- | --- | --- | --- | --- | --- | ----- | ------- | --- | --- | --- | --- | --- | --- | --- | --- | --- | ----- |
| Par     | 5   | 4   | 4   | 3   | 3   | 5   | 4   | 3   | 5   | 36    | Par     | 5   | 4   | 4   | 3   | 3   | 5   | 4   | 3   | 5   | 36    |
| Back T. | 520 | 355 | 410 | 195 | 130 | 515 | 360 | 165 | 520 | 3,170 | Back T. | 520 | 355 | 410 | 195 | 130 | 515 | 360 | 165 | 520 | 3,170 |
| Reg.    | 510 | 345 | 400 | 170 | 120 | 505 | 350 | 160 | 500 | 3,060 | Reg.    | 520 | 355 | 410 | 195 | 130 | 515 | 360 | 165 | 520 | 3,170 |
| Hdcp    | 9   | 11  | 1   | 7   | 13  | 3   | 15  | 5   | 17  |       | Hdcp    | 10  | 12  | 2   | 8   | 14  | 4   | 16  | 6   | 18  |       |

## クラブ情報
- ハウス面積 - 994m2（300.6坪）
- ハウス設計 - 大成建設 株式会社
- ハウス施工 - 大成建設 株式会社[3][4]

## ギャラリー
- コース - 「福山ゴルフ倶楽部」、航空写真、2021年9月24日閲覧
- ハウス - 「福山ゴルフ倶楽部」、春夏秋冬、2021年9月24日閲覧

## 交通アクセス
鉄道（JR西日本）
- 山陽新幹線・山陽本線 - 福山駅より タクシー利用 約15分
- 福塩線 - 横尾駅より 徒歩 約15分[5]

道路
- 山陽自動車道 - 福山東ICより 5km 約10分[5]

## 関連文献
- 『ゴルフ場ガイド 西版』、2006-2007、「福山ゴルフ倶楽部」、東京 ゴルフダイジェスト社、2006年5月、2021年9月24日閲覧
- 『美しい日本のゴルフコース BEAUTIFUL GOLF CULTURE IN JAPAN 日本のゴルフ110年記念 ゴルフは日本の新しい伝統文化である』、ゴルフダイジェスト社「美しい日本のゴルフコース」編纂委員会編、「昭和28年、戸田藤一郎、福井康雄の設計で造られた、広島県2番目のゴルフ場」、東京 ゴルフダイジェスト社、2013年12月、2021年9月24日閲覧